# Alisha Weir
Alisha Weir (Dublino, 26 settembre 2009) è un'attrice irlandese.

## Biografia
Nata e cresciuta a Dublino, ha studiato recitazione sin dall'infanzia e ha esordito sulle scene nel 2017 nel musical teatrale Once in cartellone all'Olympia Theatre, in cui interpretava Ivanka. Dopo aver recitato nei musical Annie, Il mago di Oz e Oliver! alla National Concert Hall di Dublino, ha ottenuto il suo primo ruolo di alto profilo nel 2022, quando è stata scelta per interpretare la protagonista Matilda nel film Matilda The Musical di Roald Dahl accanto ad Emma Thompson. L'anno successivo ha recitato nel film Cattiverie a domicilio con il premio Oscar Olivia Colman, mentre nel 2024 ha interpretato l'eponima protagonista del film Abigail ed stata inserita nella lista "30 Under 30" dalla rivista Forbes.

## Filmografia

### Cinema
- Matilda The Musical di Roald Dahl (Roald Dahl's Matilda the Musical), regia di Matthew Warchus (2022)
- Cattiverie a domicilio (Wicked Little Letters), regia di Thea Sharrock (2023)
- Abigail, regia di Matt Bettinelli-Olpin e Tyler Gillett (2024)

### Televisione
- Darklands – serie TV, 5 episodi (2019)

### Doppiaggio
- Ooops! L'avventura continua (Ooops! The Adventure Continues... - Two by two Overboard!)  , regia Toby Genkel e Sean McCormack (2020)

## Teatro
- Once (2017)
- Annie (2017)
- Il mago di Oz (2018)
- Oliver! (2019)

## Doppiatrici italiane
Nelle versioni italiano delle opere in cui ha recitato, Alisha Weir è stata doppiata da:
- Giada Borgazzi in Cattiverie a domicilio
- Sofia Fronzi in Matilda The Musical di Roald Dahl (dialoghi)
- Alice Trombacco in Matilda The Musical di Roald Dahl (canto)
- Sara Ciocca in Abigail